# Breslauer FV 06
Breslauer FV 06 was een Duitse voetbalclub uit Breslau, dat tegenwoordig het Poolse Wrocław is.

## Geschiedenis
De club werd opgericht op 6 juni 1906 als SC Pfeil Breslau. In 1912 werd de club kampioen in de tweede klasse en promoveerde zo naar de hoogste klasse, de club werd laatste maar degradeerde niet, er werd een play-off gespeeld tegen de kampioen van de tweede klasse, Breslauer SpVgg 05. In juli 1913 fuseerde de club met  SV Corso 1905 Breslau en nam de naam Breslauer FV 06 aan. De fusieclub won de wedstrijd tegen Breslauer SpVgg en mocht het volgende seizoen terug in de hoogste klasse. Van 1920 tot 1922 eindigde de club telkens op de derde plaats. Hierna eindigde de club enkele jaren in de middenmoot.
In 1925 fusioneerde de club met SV Stern 1920 Breslau en nam de naam Breslauer FV Stern 06 aan. In 1927 werd de club voor het eerst kampioen en plaatste zich zo voor de Midden-Silezische eindronde, waar de club de finale met 9-0 won van VfR Oels. In de Zuidoost-Duitse eindronde werd de club samen met de Breslauer Sportfreunde groepswinnaar. Beide clubs speelden de finale om de titel die de Sportfreunde met 5-0 wonnen. Als vicekampioen plaatste de club zich wel voor de eindronde om de Duitse landstitel. In de eerste rond trof de club VfB Leipzig en verloor met 3-0. Na twee middelmatige plaatsen nam de club in 1930 deel aan de Midden-Silezische eindronde, waar ze in de finale verloren van Breslauer Sportfreunde. Hierna werd de naam opnieuw gewijzigd in Breslauer FV 06.
De volgende deelname aan de Zuidoost-Duitse eindronde was in 1931. De club eindigde samen met Breslauer SC 08 op de tweede plaats en won de testwedstrijd met 6-3. Hierna moest de club nog spelen tegen VfB Liegnitz voor een plaats in de Duitse eindronde. De club won met 2-0 en verloor de terugwedstrijd met 0-1. Het doelsaldo telde niet en er zou een derde beslissende wedstrijd komen, waartegen VfB Liegnitz protesteerde. Uiteindelijk werd er met kop of munt beslist en daar trok Liegnitz aan het langste eind. In 1932 werd de club opnieuw kampioen, maar moest in de eindronde genoegen nemen met een vierde plaats.
In 1933 werd de club samen met SC Hertha Breslau tweede en won daarna wel een plaats in de Zuidoost-Duitse eindronde, maar werd daar pas vijfde. Na dit seizoen werd de competitie grondig geherstructureerd. De NSDAP kwam aan de macht en de Zuidoost-Duitse voetbalbond en alle competities verdwenen. De Gauliga Schlesien kwam als vervanger waarvoor zich slechts vier clubs uit Breslau plaatsten. Als vicekampioen was de club hier wel voor geplaatst.
Ze konden in het eerste seizoen de degradatie net vermijden. De volgende seizoenen eindigde de club in de middenmoot tot de club in 1937/38 opnieuw dicht bij de degradatie kwam. Samen met SC Vorwärts Breslau eindigde de club op een degradatieplaats maar werd gered door een beter doelsaldo.
In 1939/40 werd de Gauliga opgesplitst in twee groepen en de club werd groepswinnaar en speelde de finale om de titel tegen Vorwärts-RaSpo Gleiwitz. Thuis verloor de club met 2-5 en in Gleiwitz met 9-1. In 1941 werd de Gauliga opgeheven en de club ging in de nieuwe Gauliga Niederschlesien spelen. Na een plaats in de middenmoot werd de club derde in 1943. Het volgende seizoen werd de Gauliga in meerdere groepen opgesplitst en werd de club laatste. Voor het laatste seizoen van de Gauliga sloot de club een oorlogsfusie met Breslauer SpVgg Komet 05 om zo toch een volwaardig team op te stellen, maar de competitie werd stopgezet nog voor de club een wedstrijd gespeeld had.
Na het einde van de Tweede Wereldoorlog moest Duitsland Silezië afstaan aan Polen. De Duitsers werden verdreven en de naam van Breslau werd veranderd in Wrocław. Alle Duitse voetbalclubs in de streek werden ontbonden.

## Erelijst
Kampioen Midden-Silezië
1927, 1933
Kampioen Breslau
1927, 1932